# Coenotephria cynthia
Coenotephria cynthia är en fjärilsart som beskrevs av Butler 1882. Coenotephria cynthia ingår i släktet Coenotephria och familjen mätare. Inga underarter finns listade i Catalogue of Life.